# アルヴァ・ノエ

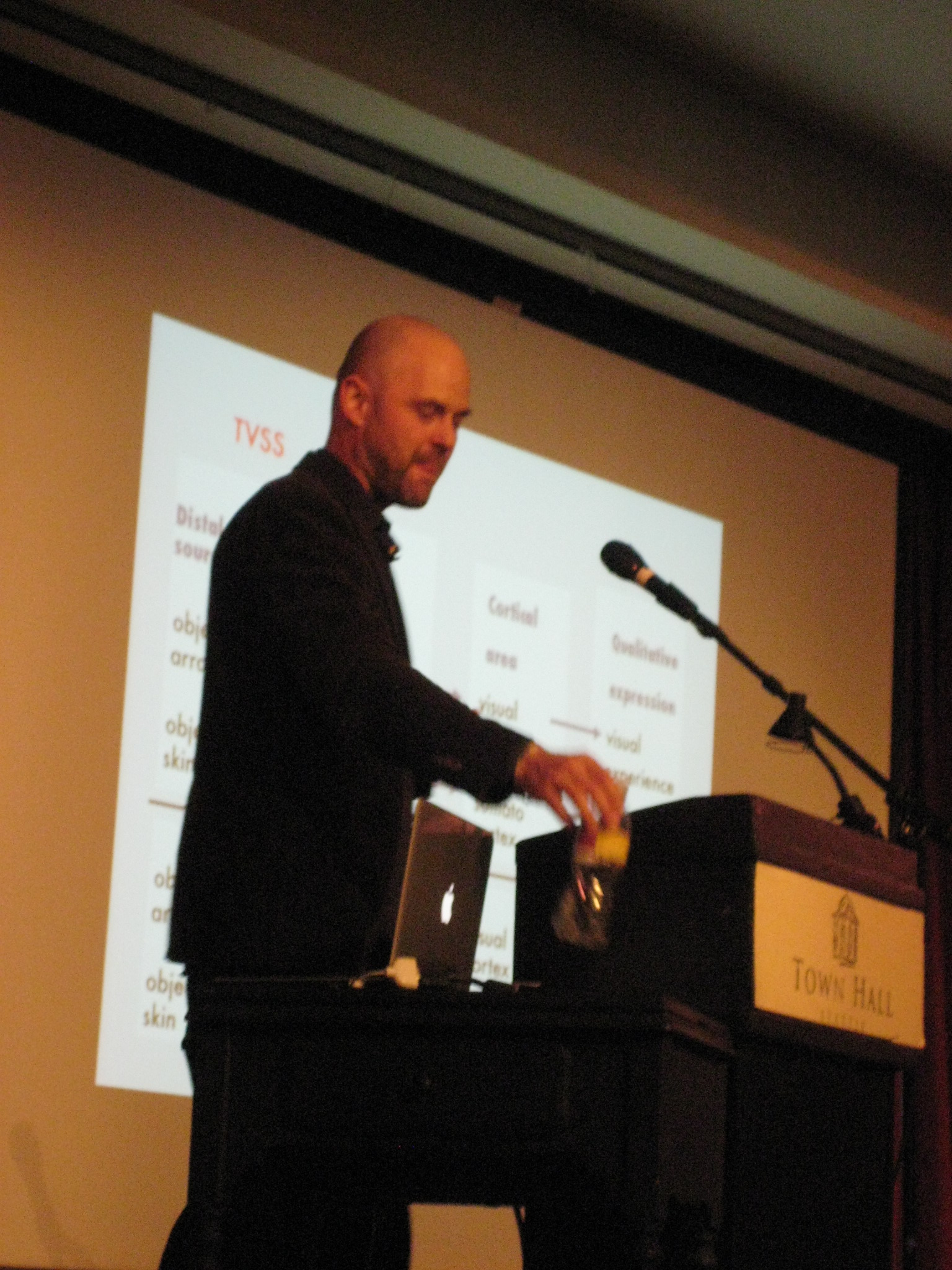
アルヴァ・ノエ

アルヴァ・ノエ（Alva Noë, 1964年 - ）は、カリフォルニア大学バークレー校哲学教授。オックスフォード大学修士号（B.Phil）、ハーバード大学博士号（Ph.D.）。専門は知覚と意識の理論。認知科学と心の哲学の諸問題のほか、現象学、アート理論、ウィトゲンシュタイン、分析哲学の起源にも関心がある。

## 略歴
ノエは2003年にカリフォルニア大学バークレー校哲学科准教授、ならびに同大学認知・脳科学研究所の所員に就任し、認知科学プログラムとニューメディアセンターにおける中核的メンバーの役割を果たしている。2011年から2012年まで、ニューヨーク市立大学大学院センターの哲学特任教授を務めた。バークレー校に来る前、ノエはカリフォルニア大学サンタクルーズ校の哲学助教授（assistant professor）を務めた。その他、タフツ大学認知科学センター博士研究員（ポスドク）、カリフォルニア大学アーヴァイン校論理学・科学哲学科客員研究員、パリのジャン・ニコ研究所（CNRS/EN/EHESS）客員研究員、オックスフォード大学認知・神経科学センターのマクドネル＝ピュー客員フェロー、コペンハーゲン大学主観性研究センター客員研究員を歴任した。また、カリフォルニア大学学長人文学フェローシップ、アメリカ学術団体カウンシル／リスカンプ・フェローシップ、2007-2008年ベルリン先端科学研究所の研究フェローを受けた。

## 研究
『知覚のなかの行為』にて、ノエは感覚運動プロフィール（sensorimotor profile）という概念を提唱している。心と心的内容についての外在主義が、著作を貫くテーマとなっている。 

## 著作

### 単著
- Strange Tools: Art and Human Nature (2015)
- Varieties of Presence (2012)[2]
- Out of Our Heads (2009)[3]
- Action In Perception (MIT Press, 2004)[4]
門脇俊介、石原孝二監訳、 飯島裕治、池田喬、吉田恵吾、文景楠訳『知覚のなかの行為』春秋社、2010年

### 編著
- Is the Visual World a Grand Illusion? (Imprint Academic, 2002)

### 共編著
- Vision and Mind: Selected Readings in the Philosophy of Perception (MIT Press, 2002)